# Jongen met de duif
Jongen met de duif in de Nederlandse stad Leiden is een monument ter nagedachtenis aan de bevrijding.

## Achtergrond
In 1929 brandde een deel van het stadhuis van Leiden af. In 1933 werd het nieuwe deel geopend en koningin Wilhelmina wilde de stad een kunstwerk schenken als bewijs van medeleven van de koninklijke familie. Dat idee werd, mede door de Tweede Wereldoorlog, toen niet uitgevoerd. In 1954 bood koningin Juliana de stad alsnog een kunstwerk aan, dat werd onthuld door prinses Wilhelmina.
Het beeld van de jongen met de duif, gemaakt door beeldhouwer Pieter Starreveld, verwijst naar de broers Willem, Ulrich en Jan Cornelisz. Tijdens het beleg van Leiden (1573-1574) zorgden zij er met hun postduiven voor dat het stadsbestuur contact kon blijven houden met Willem van Oranje. Als dank daarvoor kregen zij het recht zich Van Duyvenbode te noemen. Het beeldje symboliseert zowel de bevrijding van de Leidse bevolking van de Spanjaarden als de bevrijding van de Duitse bezetting eeuwen later. Het oorlogsmonument was aanvankelijk geplaatst in de binnentuin van het stadhuis, in 2000 kreeg het een plek in het nieuwe atrium.
Starreveld maakte voor Leiden ook het bevrijdingsmonument dat in 1957 bij molen De Valk werd geplaatst.

## Beschrijving
Het monument toont een naakte jongeman, zittend op één knie. Op zijn linkerhand zit een duif die, met geheven vleugels, op het punt staat weg te vliegen. De draai die de jongeman maakt geeft het beeld dynamiek, alsof hij de vogel wil nakijken.